# Naakte molrat
De naakte molrat (Heterocephalus glaber) is een knaagdier uit de infraorde Hystricognathi. Het is de enige soort uit de familie Heterocephalidae. Hij is waarschijnlijk niet heel erg verwant aan de andere molratten (Bathyergidae). Het dier komt voor in Kenia, Ethiopië en Somalië.

## Anatomie
Naakte molratten hebben een cilindrisch gevormd lichaam dat 14 tot 18 centimeter lang is. Het gewicht is ongeveer 30 tot 50 gram. De poten van het dier zijn kort en slank. Het lichaam lijkt bijna geheel haarloos op enkele tastharen (vibrissae) na. Door het ontbreken van beharing is het voor parasieten moeilijk om zich op het lichaam te nestelen. De huid ligt los en in plooien rond het lichaam, waarbij de rug donkerder gekleurd is dan de buik. De donkere kleur op de rug dient als camouflage wanneer zij zich ’s nachts naar buiten begeven.
De ruime, geplooide huid beschermt de organen wanneer de dieren zich door de zeer smalle gangen dringen. Daarnaast bevordert de ruime huid de beweging in het gangenstelsel, waar de dieren zich net zo snel achterwaarts als voorwaarts kunnen verplaatsen. Daarnaast zitten er tastharen aan de voor- en achterpoten, de oogleden en rond de mond. De vibrissae (tastharen) bevinden zich voornamelijk in het gezicht waarbij de snorharen van bijna twee centimeter de langste zijn.
De kop van de dieren is conisch met een afgeplatte neus. De ogen zijn erg klein en met een dik ooglid afgedekt, zodat er maar een kijkspleetje over blijft. Het visuele waarnemingsvermogen is beperkt. Ook de oorgaten zijn erg klein en de dieren hebben geen oorschelpen. De neusgaten liggen dicht bij elkaar in een hoefijzervormig gebied, boven de knaagtanden en zijn door een huidplooi afgedekt. Er zijn opvallend grote knaagtanden en zeer sterk ontwikkelde kaakspieren. Deze zijn bepalend voor de vorm van de kop en nemen ongeveer 25% van de totale spiermassa in. 

## Tanden, oren en ogen
Een naakte molrat heeft vier tanden, deze zijn lang en gelig van kleur. De lange tanden dienen niet alleen om aan voedsel te knagen, ook de gangen worden ermee uitgehakt. Met de grote knaagtanden kunnen de dieren door de harde woestijngrond graven. Hierbij wordt de mondholte door huidplooien afgesloten, zodat er geen aarde in de mond kan binnendringen. De tanden slijten hierdoor aan de uiteinden, maar worden tevens geslepen. Die knaagtanden groeien gedurende hun hele leven. Bijzonder is het dat de naakte molrat de knaagtanden onafhankelijk van elkaar kan bewegen.
De platte, kleine neus doet varkensachtig aan en de kleine oren zijn bijna niet te zien door de hoeveelheid rimpels. Ook de oogjes zijn erg klein, en het lijkt alsof ze dicht zitten. De molrat is bijna blind en oriënteert zich vooral met de tast- en snorharen.

## Lengte en poten
De naakte molrat blijft veel kleiner dan de bekende bruine of zwarte rat. De lengte is ongeveer 13 centimeter inclusief de 3 cm lange staart. De pootjes zijn dun en niet erg scherp, want ze gebruiken hun tanden om te graven. Aan iedere poot zitten vijf tenen.

## Lichaamstemperatuur
Hoewel de naakte molrat een warmbloedig dier is, vertoont het alle eigenschappen van een koudbloedige. Dit betekent dat zij hun lichaamstemperatuur niet onafhankelijk van de omgevingstemperatuur kunnen reguleren. Hierdoor ligt hun lichaamstemperatuur tussen de 12° en 32° Celsius. Om toch invloed te kunnen uitoefenen op hun lichaamstemperatuur gaan de dieren naar die gangen waar de voor hen nodige temperatuur heerst. Hierbij verwarmen zij zich in de gangen die dicht bij de oppervlakte liggen en door de zon zijn opgewarmd en zoeken zij verkoeling in dieper gelegen gangen. Een snelle temperatuurwisseling wordt mogelijk gemaakt door hun dunne huid en vetlaag. Een andere manier van temperatuursbeheersing is het “groepsknuffelen” in het nest, waarbij meerdere dieren zich heel dicht tegen elkaar aan drukken.

## Voedsel

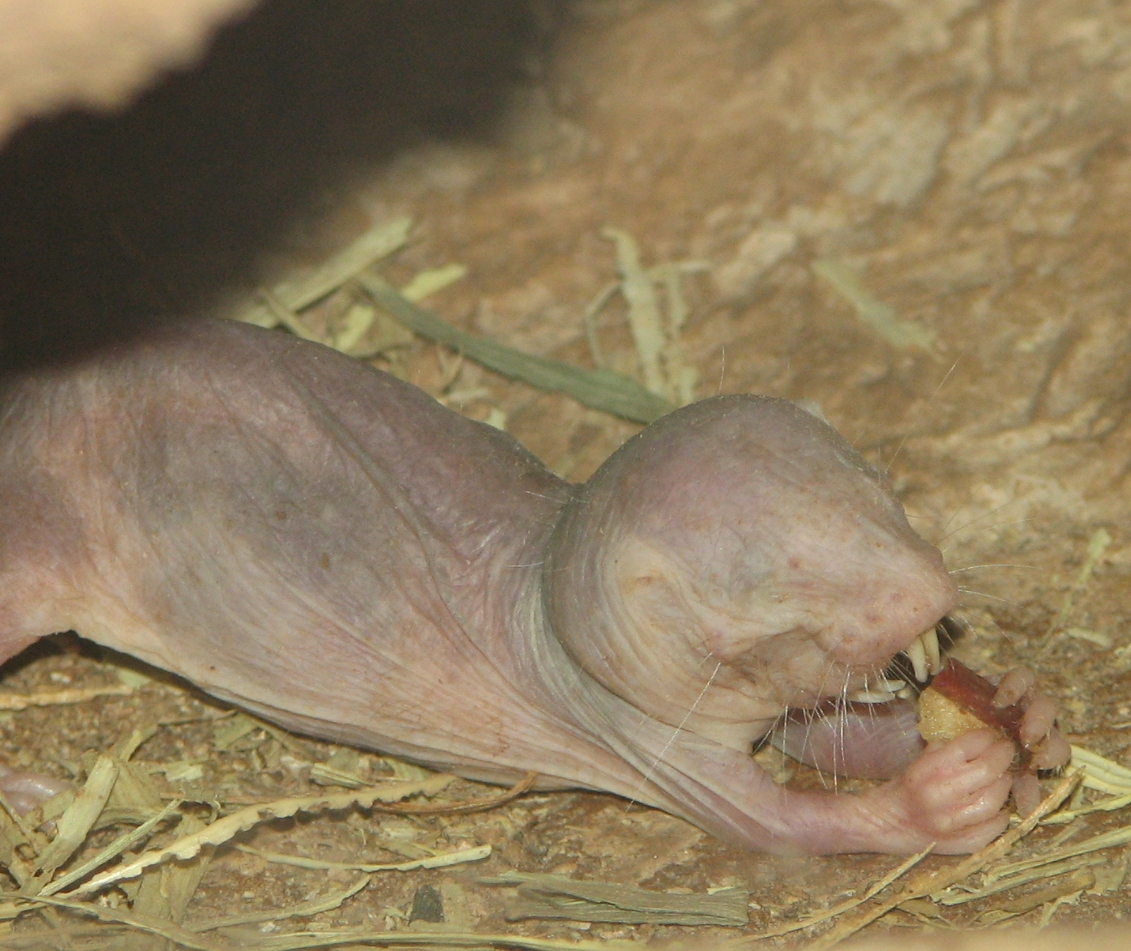
Een etende naakte molrat

Naakte molratten eten knollen en wortels die onder de grond groeien. Zij gaan hier trouwens heel spaarzaam mee om: ze eten enkele stukken weg en bedekken de wortel weer met zand, zodat de plant doorleeft en ze een continu voedselaanbod hebben. Zo hoeft de kolonie niet te verhuizen wegens voedselgebrek.
De molratten doen hun behoefte in een toiletkamer. Als die vol is, wordt de toiletkamer dichtgemaakt en wordt er weer een nieuwe gegraven. De molratten doen hun behoefte niet boven de grond en vermijden hiermee dat roofdieren merken waar ze zitten.

## Burcht
Naakte molratten leven in een zelf gegraven burcht, met gangen en kamers. De uitgegraven aarde lijkt op een molshoop.

## Samenlevingsvorm
De samenlevingsvorm is zeer bijzonder. Naast Cryptomys damarensis zijn ze de enige eusociale zoogdieren. Naakte molratten leven in een structuur die ook bij mieren en (honing)bijen wordt aangetroffen. Er is één koningin, die de kolonie bestuurt. Verder is 85% werker (m/v) die de gangen maken en voedsel verzamelen. 15% is soldaat. Meestal zijn dit de grootste mannetjes, maar er zijn ook vrouwtjes bij. Zij verdedigen de burcht tegen andere molratten en roofdieren zoals slangen. In eerste instantie zullen de bewakers trachten de indringer met beten te doden, dan wel te verjagen. Als een soldaat sterft, heeft deze toch nog een functie: de andere soldaten blokkeren de ingang met het lichaam.
Om de koningin te dekken, zijn er ook nog een paar dekmannetjes. Dit zijn meestal de dikste mannetjes. De koningin krijgt 1 tot 20 jongen per worp, meestal rond de twaalf. Ze heeft een lange draagtijd van ongeveer 80 dagen. De koningin is te herkennen aan haar tepels.
De kolonie is begonnen met een wijfje en een mannetje. Het wijfje produceert nageslacht, maar zorgt ervoor dat haar nakomelingen niet vruchtbaar worden, enerzijds door haar dominante gedrag, anderzijds doordat ze een stof uitscheidt in haar urine die doordringt in de dunne huid van haar onderdanen en ervoor zorgt dat deze onvruchtbaar blijven.
Doordat de ratten allemaal zeer naaste familie van elkaar zijn (een moeder en een aantal broers als vader) zijn ze genetisch vrijwel identiek. Dit maakt een kolonie kwetsbaar, al is het risico klein doordat ze niet in contact komen met de buitenwereld. Naakte molratten kunnen zeer oud worden, al weet men niet precies hoe oud, aangezien de dieren nog maar kort in gevangenschap leven. De oudste koningin in gevangenschap is 35 jaar oud.
Als de koningin sterft, valt de dempende werking van haar weg, waarop alle wijfjes naar de kroon dingen. De dieren zullen zich dus gaan verspreiden of er zal ruzie ontstaan. Waarschijnlijk zullen de dieren die in gevangenschap leven net zo lang vechten totdat er maar twee dieren overblijven, die weer een nieuwe kolonie gaan vormen. Dit is slechts hypothetisch, want in gevangenschap is het nog niet voorgekomen dat een koningin is gestorven.

## Gevoeligheid voor kanker
Een opmerkelijke eigenschap van de naakte molrat is dat hij ongevoelig is voor kanker. Dit komt doordat de cellen van het dier zeer gevoelig zijn voor te veelvuldige aanwezigheid en dan stoppen met delen. Dit wordt veroorzaakt doordat zich suikerachtige slierten tussen de cellen bevinden, waardoor het ook snel vol is. Onderzoekers proberen dit mechanisme nu ook in andere dieren (en uiteindelijk misschien de mens) te implanteren.